# Alojz Struhár
Alojz Struhár (Zohor, 1892. április 29. – Vágsellye, 1968. május 4.) illusztrátor, festő, tanár.

## Élete
Szülei Anton Struhár kocsmáros és Katarína Jarecová szabónő volt. Somorján járt népiskolába és középiskolába.
A modori tanítóképzőben, majd 1911–1915 között a Művészeti Akadémián tanult. Mesterei voltak Bosznay István és Edvi Illés Aladár. Az első világháborúban orosz fogságba esett. Szibérián és Krasznojarszkban volt 7 évet. Ottani munkásságából nem sikerült hazahoznia semmit.
Hazatérte után, 1922–1940 között középiskolai rajztanár, 1940-1941-ben a művészeti akadémián tanított, majd a háború végéig a Szlovák Műszaki Egyetem docense volt. Tanítványai voltak Vojtech Mensatoris, Jozef Lackovič, Ľudovít Ilečko.
Felesége Kunszt Amália, gyermekeik ifj. Alojz Struhár (1923-2003) festő és Alica.

## Művei
- 1913 Zohori út
- 1914 Tabán
- 1914 Fák
- 1930 Táj
- 1942 Szlovák falu
- 1942 Késmárki utca
- 1944 Erdei patak
- 1945/1946 Aszfaltozók
- 1948 Falusi utcácska